# 伊萬尼夫卡 (諾夫霍羅德-錫韋爾斯基區)
52°8′36″N 32°41′56″E / 52.14333°N 32.69889°E
伊萬尼夫卡（烏克蘭語：Іванівка）是位於烏克蘭北部切爾尼希夫州裏諾夫霍羅德-錫韋爾斯基區的塞梅尼夫卡市鎮的村莊。該村始建於1500年，面積1.99平方公里，海拔高度152米，2012年人口576，人口密度每平方公里320.1人。